# 馬里昂鎮區 (密歇根州利文斯頓縣)
馬里昂鎮區（英語：Marion Township）是位於美國密歇根州利文斯頓縣的一個行政鎮區。

## 地方資料
馬里昂鎮區的面積為92.80平方千米，當中陸地面積為90.40平方千米，而水域面積為2.40平方千米。根據2020年美國人口普查的數據，當地共有人口11245人，而人口密度為每平方千米121.17人。